# Josetxu Obregón
Josetxu Obregón (Bilbao, 1979) es un violonchelista español.

## Biografía
Nace en Bilbao en 1979, comienza sus estudios de violonchelo a los 6 años.
Galardonado con más de 13 premios en concursos internacionales, ha cursado estudios superiores y de posgrado en España, Alemania y Holanda, con maestros como Lluís Claret, Marcio Carneiro y Marien van Staalen.
Posteriormente, decide especializarse en el campo de la interpretación historicista del violonchelo, cursando sus estudios en el Conservatorio Real de La Haya con Lucia Swarts. Se mantiene en permanente contacto con Anner Bijlsma, de quien recibe clases semanalmente. Ha recibido también clases de Jaap ter Linden, Balazs Mate, Marc Vanscheewijck, Eric Hoeprich, Judy Tarling, Bart van Oort, Frank de Bruine, etc. Actualmente, es profesor por oposición del Real Conservatorio Superior de Música de Madrid y es el creador y director artístico del grupo español La Ritirata, que trabaja con instrumentos de época.

## Orquestas y grupos
Ha formado parte de las más importantes formaciones europeas, como son la Orquesta Real del Concertgebouw, la Orquesta Filarmónica de Róterdam y Residentie-Orkest de La Haya, entre otras, y en el mundo de la interpretación histórica ha sido violoncello solista de EUBO‐Orquesta Barroca de la Unión Europea, l’Arpeggiata (Austria‐Francia), Arte dei Suonatori (Polonia), Al Ayre Español o Rotterdams Barok Ensemble (Holanda), y ha tocado con Le Concert des Nations, Orchestra of the Age of Enlightenment (Inglaterra), etc. compartiendo escenario con Jordi Savall, Christina Pluhar, Lars Ulrich Mortensen, Maggie Faultless, Fabio Bonizzoni, Enrico Onofri, Philippe Jaroussky, Nuria Rial, etc. Y fuera de la música antigua con Krzysztof Penderecki, Jesús López Cobos, etc. Además ha tocado con grupos como Forma Antiqva, Euskalbarrokensemble, Esterhazy Trio, etc. Como solista, ha interpretado conciertos de Haydn, Boccherini y Vivaldi con instrumentos de época, así como los de Elgar, Chaikovski, Sofia Gubaidulina, etc.

## Grabaciones

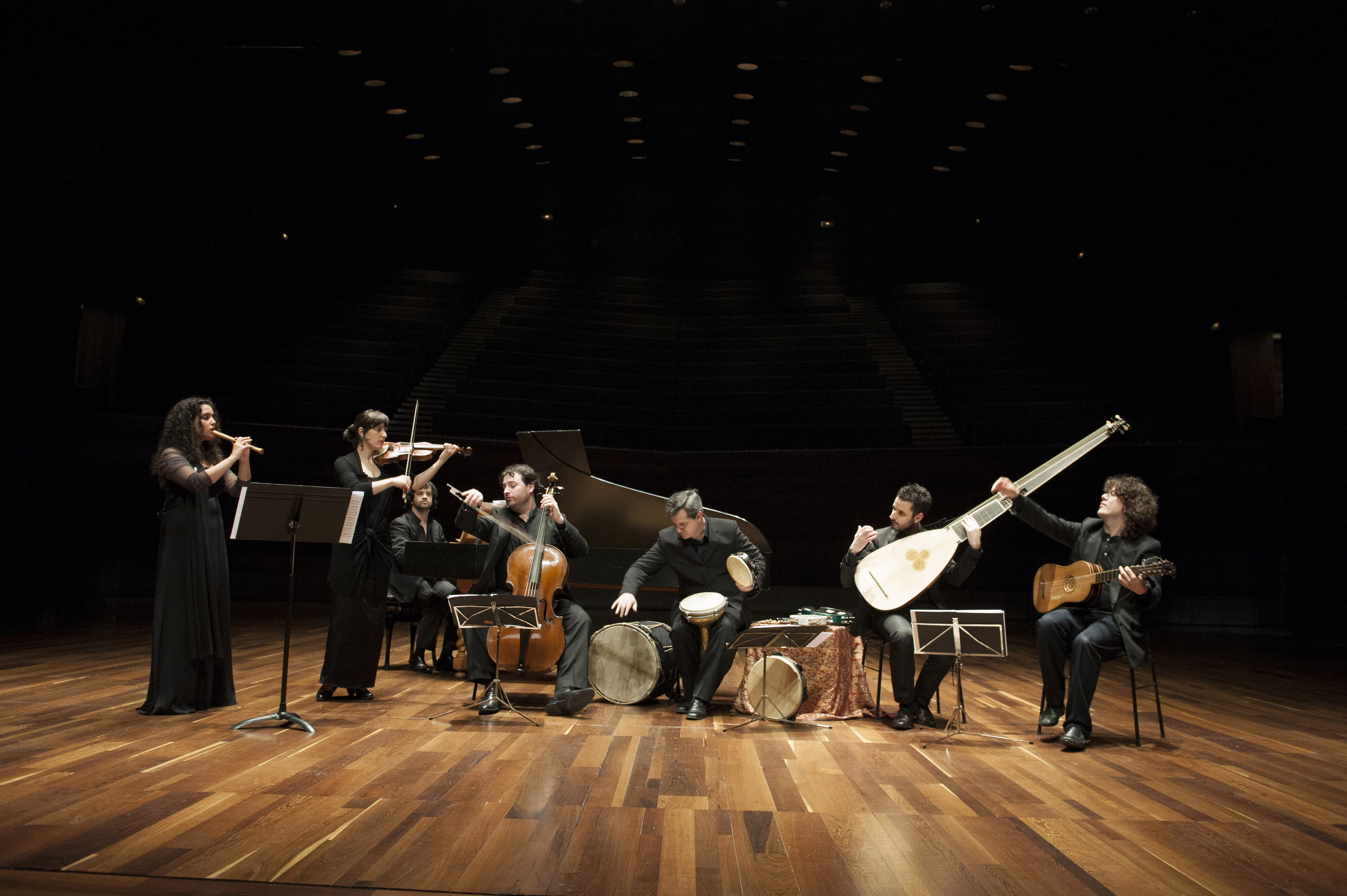
«La Ritirata».

- “Boccherini. Sonatas”. La Ritirata. Josetxu Obregón. Verso VRS 2065 (2008)
- “Prokofiev. Cassadó. Webern”. Josetxu Obregón, violonchelo. Ignacio Prego, piano. Verso VRS 2073 (2009)
- “Chiaroscuro”. La Ritirata. Tamar Lalo, Enrike Solinís, Josetxu Obregón. Arsis 4229 (2009)
- “Luigi Boccherini. Tríos Op. 34, Vol. 1”. La Ritirata. Hiro Kurosaki, Lina Tur Bonet, Josetxu Obregón. Columna Música 1CM0258 (2010)
- “Luigi Boccherini. Tríos Op. 34, Vol. 2”. La Ritirata. Hiro Kurosaki, Lina Tur Bonet, Josetxu Obregón. Columna Música 1CM0275 (2011)
- “Concierto barroco”. La Ritirata. Josetxu Obregón. DVD Cantus CV 1210 (2012)
- “Andrea Falconieri. Il Spiritillo Brando. Dance music in the courts of Italy and Spain, c.1650”. La Ritirata - Josetxu Obregón. Glossa GCD 923101 (2013)
- “Juan Crisóstomo de Arriaga (1806-1826). The complete string quartets on period instruments”. La Ritirata. Hiro Kurosaki, Miren Zeberio, Daniel Lorenzo, Josetxu Obregón. Glossa GCD 923102 (2014)
- “The Cello in Spain. Boccherini and other 18th century virtuosi”. Josetxu Obregón. La Ritirata. Glossa GCD 923103 (2015)
- “Antonio Caldara. The Cervantes Operas. Arias & instrumental pieces”. María Espada, Emiliano González Toro, João Fernandes. Josetxu Obregón. La Ritirata. Glossa GCD 923104 (2016)
- “Luigi Boccherini. String Trios op. 34”. La Ritirata. Hiro Kurosaki, Lina Tur Bonet, Josetxu Obregón. Glossa GCD 923105 (2017)
- “Neapolitan Concertos for various instruments”. La Ritirata. Josetxu Obregón. Glossa GCD 923106 (2018)
- “Alessandro Scarlatti. Quella pace gradita. The recorder and violin cantatas”. La Ritirata. Josetxu Obregón. Glossa GCD 923107 (2019)
- “Antonio Caldara and the cello. Selected instrumental and vocal works”. Josetxu Obregón. Eugenia Boix, Luciana Mancini. La Ritirata. Glossa GCD 923108 (2020)

Además ha grabado el triple concierto de Beethoven con Mariana Todorova e Ignacio Prego (Piccolo PC210); con L'Arpeggiata - Christina Pluhar los CD "Via Crucis" (Virgin Classics 50999 694577 0 8), “Franceso Cavalli. L’Amore Innamorato” (Erato Warner Classics 0825646166428), “Orfeo Chaman” (Erato 9029596967), “Himmelsmusik” (Erato 9029563400) y “Luigi Rossi. La Lyra d’Orfeo. Arpa Davidica” (Erato 9029537230); y los CD "Jean-Philippe Rameau. L'Orchestre de Louis XV. Suites d'Orchestre" con Le Concert des Nations - Jordi Savall (Alia Vox AVSA9882A+B), “Michael Haydn. The Complete String Quintets” Salzburger Haydn-Quintett (CPO 777907), "Baroque Suites" como primer chelo de la EUBO European Union Baroque Orchestra - Lars Ulrik Mortensen (The Gift of Music CCL CDG1211), “Colores del Sur. Baroque Dances for guitar” con Euskal Barrokensemble y Enrike Solinís (Glossa GCD P33301), “Vivaldi Premieres. Violin Concertos & Sonatas” con Musica Alchemica y Lina Tur Bonet (Panclassics PAN 10314); los CD "Salve Regina" (Tempus TMP1001) y “Bárbaro” con Harmonia del Parnàs (Tempus TMP 1002) y ha sido primer violoncello invitado del grupo Suggia Ensemble en la grabación del doble CD "Oreste Camarca. Monográfico de la obra de cámara" (Banco de Sonido BS061). 
Fue invitado personalmente por Anner Bijlsma a participar como intérprete en el documental holandés sobre Luigi Boccherini “The Secret of Boccherini” ("Het Geheim Van Boccherini") de Karine Bylsma (Gilles Hondius Foundation), filmado en el Palacio de la Mosquera de Arenas de San Pedro, donde el compositor vivió en la última época de su vida. 
Ha realizado grabaciones para BBC Three (Reino Unido), NPO FM3 (Holanda), NDR, Deutschlandradio Kultur, SWR (Alemania), ORF (Austria), NRK (Noruega), Mezzo TV, Arte (canal de televisión) (Francia), RTVE, La 2, RNE, Radio Clásica, Radio 5, Antena 3, Cuatro (canal de televisión), Canal Sur, EITB, Canal 4 Castilla y León, Catalunya Música, Radio Euskadi, Radio Vitoria (España), MRT (Macedonia del Norte), HRT Hrvatska radiotelevizija (Croacia); Radio HJUT Universidad Jorge Tadeo Lozano (Colombia), Radio Usach (Chile), CRI Online (China), etc.

## Giras
Ha actuado en importantes festivales de música antigua y moderna como Musikfestspiele Potsdam Sanssouci, Ludwigsburger Schlossfestspiele, Tage Alter Musik Regensburg, Gemäldegalerie Kulturforum Berlin, Thüringer Bachwochen, Quedlinburger Musiksommer, Bachwochen Wiesbaden y Konzertring Coesfeld (Alemania); Mozartwoche Stiftung Mozarteum Salzburg, Internationalen Barocktage Stift Melk, Alte Musik Feldkirchen (Austria); Concertgebouw Amsterdam y Fringe Festival Oudemuziek Utrecht (Holanda); Muziekcentrum De Bijloke en Gante (Bélgica); Sligo Festival of Baroque Music (Irlanda); Sevicq Brežice (Eslovenia); Varaždinske barokne večeri, Festival komorne glazbe Rijeka y Korkyra Baroque Festival (Croacia); Ohrid Summer Festival (Macedonia del Norte); Saison de musique sur instruments anciens Estrasburgo y CNMB Versalles (Francia); Fondazione Academia Montis Regalis Mondovi y Centro Studi Boccherini en Lucca (Italia); Valletta International Baroque Festival (Malta); Kipria International Festival (Chipre); Royal Festival Hall y Wigmore Hall de Londres, Usher Hall de Edimburgo, York Early Music Festival, Music at Oxford y Lufthansa Festival of Baroque Music en St John's Smith Square de Londres (Reino Unido); Festival International Echternach (Luxemburgo); Eszterházi Vigasságok (Hungría); Banchetto Musicale Vilnius (Lituania); Carnegie Hall (Nueva York); Teatro Nacional de Pekín (China); Acto de Clausura de la Presidencia Española de la Unión Europea en Tokio, Shinjuku Tokio Opera City y Yokohama Minato Mirai Hall (Japón); Festival de Música Antigua del CNART de Ciudad de México (México); Museo Nacional de Bellas Artes de Santiago de Chile; Festival Internacional de Música Barroca Santa Ana de San José de Costa Rica; Festival Internacional de Música Renacentista y Barroca "Misiones de Chiquitos" de Santa Cruz de la Sierra (Bolivia); Celebración del V Centenario de la fundación de Panamá (Panamá); Festival Internacional de Música Sacra de Quito (Ecuador); Encuentros de Música Antigua de Villa de Leyva (Colombia); Felicja Blumental International Music Festival de Tel Aviv (Israel); Palacio Real de Madrid,  Teatro Real de Madrid, Auditorio Nacional de Música y Fundación Juan March, Palacio Real de Aranjuez, Festival de Música Antigua de Aranjuez, Festival Internacional de Arte Sacro de Madrid, Festival Música Antigua Madrid, Teatro Fernán Gómez, London Music Nights del Café Comercial (Madrid); L'Auditori (Barcelona); Teatro Arriaga y Palacio Euskalduna (Bilbao); Fundación Botín (Santander); Real Coliseo de Carlos III y Auditorio (S. Lorenzo de El Escorial); así como un gran número de festivales españoles como son el Ciclo de Grandes Autores e Intérpretes de la Música de la Universidad Autónoma de Madrid, Festival Internacional de Música y Danza de Granada en la Alhambra, Musica Musika (la Folle Journée) del Palacio Euskalduna de Bilbao, Antiga Barcelona, Tiana Antica, Festival Internacional de Santander, Quincena Musical de San Sebastián, Semana de Música Sacra de Álava, Semana de Música Antigua de Estella, Festival de Música Antigua de Úbeda y Baeza, etc. y en ciudades como Jaca, Sevilla, Lequeitio, Madrid, Cáceres, Motril, Ordizia, Palencia, Olivares, etc. Ha realizado varias giras por los Estados Unidos, tocando en ciudades como Nueva York, Miami y Hartford.

## Instrumentos
Josetxu Obregón toca un violoncello Sebastian Klotz original de 1740, restaurado por Johannes Loescher (Colonia), y un violoncello copia de un Giovanni Battista de Gabrielli, así como arcos históricos de diferentes períodos de Kees van Hemert (La Haya), Luis Emilio (México-Holanda) y Andreas Grutter (Ámsterdam), y un arco moderno de Giovanni Lucchi (Cremona).